# Podlesie (Olsztyn)
Podlesie – część dzielnicy administracyjnej Likusy w Olsztynie.